# Likvor
Možgansko-hrbtenjačna tekočina, cerebrospinalna tekočina ali likvor (CSF) (latinsko liquor cerebrospinalis) je bistra, brezbarvna telesna tekočina, ki obdaja možgane in hrbtenjačo, nastaja pa v horoidnem pletežu štirih možganskih prekatov (levi in desni lateralni prekat, tretji prekat, četrti prekat). Nahaja se v subarahnoidalnem prostoru (med pajčevnico in žilnico), v možganskih prekatih in centralnem kanalu hrbtenjače. Povečana prostornina možgansko-hrbtenjačne tekočine (zaradi zmanjšane resorpcije ali, redkeje, povečane proizvodnje) se kaže s povišanim tlakom možgansko-hrbtenjačne tekočine in povečanjem ventrikularnega sistema, imenovanim hidrocefalus (vodenoglavost).

## Zgodovina
O likvorju se je v medicine skozi zgodovino veliko razpravljalo. Že Hipokrat je omenjal "vodo, ki obliva možgane", ko je opisoval kongenitalni hidrocefalus. Galen ga je imenoval "odpadna tekočina" v možganskih ventriklih, za katero je verjel, da se izloča skozi nos. Naslednjih 16 stoletij, ko so medicinski strokovnjaki poglobljeno izvajali anatomske študije, cerebrospinalni likvor ni bil omenjen v literaturi. To je najbrž posledica takratnega načina obdukcije, kjer so odstranili celo glavo in je likvor iztekel še preden so se lotili pregledovanja možganov. Za ponovno osredotočenje strokovne javnosti na cerebrospinalni likvor je zaslužen Emanuel Swedenborg, ki je v svojem rokopisu, napisanem med letoma 1741 in 1744, likvor poimenoval ‘duhovna limfna tekočina’, ki se izloča skozi streho četrtega ventrikla in teče do medule oblongate ter hrbtenjače. Rokopis je bil objavljen leta 1887.
Švicarski zdravnik Albrecht von Haller je v svoji knjigi o fiziologiji leta 1747 omenil, da se voda v možganih izloča v ventrikle in absorbira v vene, ter da prevelika sekrecija glede na zmožnost absorpcije vodi v hidrocefalus.
Značilnosti likvorja je ob koncu 18. in v začetku 19.stoletja z vivisekcijo preučeval francoski fiziolog Francois Magendie. Odkril je odprtino v steni četrtega ventrikla, ki se po njem imenuje Foramen Magendie, a zmotno verjel, da je pia mater tista, ki izloča cerebrospinalni likvor.
Thomas Willis, po katerem so poimenovali Willisov krog, je v svojih opažanjih zapisal, da se konsistenca likvorja spremeni ob meningitisu. 
Velik zagovornik lumbalne punkcije je bil tudi Heinrich Quincke, ki je bil prvi, ki jo je leta 1891 opravil. Priporočal jo je tako diagnostične kot tudi terapevtske namene. 
V literaturi 19. in zgodnjega 20. stoletja, še posebej v nemških medicinskih knjigah, je bil termin liquor cerebrospinalis tisti, ki je označeval besedno zvezo cerebrospinalna tekočina.
Leta 1912 je William Mestrezat prvi podal natančen opis kemične sestave cerebrospinalnega likvorja. Leta 1914 je Harvey W. Cushing objavil dokaze o tem, da je horoidni pleksus tisti, ki izloča cerebrospinalni likvor.

## Nastanek
Možgansko-hrbtenjačna tekočina nastaja v možganih v modificiranih ependimskih celicah horoidnega pleteža lateralnih prekatov (50–70 %) in okrog krvnih žil ter vzdolž ventrikularnih sten. V povprečju ga nastane približno 500 ml na dan, njegova proizvodnja pa se tudi ob spremenjenih fizioloških parametrih ne spreminja bistveno. Zmanjšano nastajanje likvorja lahko dosežemo z uporabo zdravil, ki zavirajo delovanje encima karbonska anhidraza (acetazolamid).

## Ventrikularni sistem
Ventrikularni sistem sestavljata dva lateralna prekata, širok tretji prekat ter četrti prekat. Lateralna prekata s tretjim komunicirata skozi interventrikularni foramen, imenovan Monrojev foramen, tretji prekat pa s četrtim komunicira skozi možganski akvedukt. Četrti prekatse odpira v subarahnoidalni prostor skozi tri odprtine: skozi mediano aperturo, imenovano Magendiejev foramen, in skozi dve lateralni aperturi, imenovani Luschkova foramna.

## Kroženje
Kot že omenjeno, cerebrospinalni likvor nastaja v horoidnih pletežih možganskih prekatov. Nato teče skozi Luschkova in Magendiejev foramen v subarahnoidalni prostor, zaokroži okrog možganov, teče navzdol v hrbtenjačni subarahnoidalni prostor in oblije hrbtenjačo.
Likvor se nazaj v kri resorbira preko Pahionijevih granulacij v venske sinuse.

## Funkcija

### Vzgon
Dejanska teža človeških možganov je približno 1400 g, medtem ko neto teža, oblitih z likvorjem, znaša približno 25 g. Zaradi vzgona likvorja, ki ima podobno gostoto kot možgani, ti v spodnjih segmentih ne čutijo pritiska njihove lastne teže. Če tega vzgona ne bi bilo, bi lastna pritiskajoča teža prekinila dotok krvi v možgane in uničila nevrone.

### Zaščita
Cerebrospinalni likvor ščiti možgansko tkivo pred poškodbami v primeru nesreč, travme. V določenih primerih, ko likvor ne more dovolj dobro zaščititi možganov pred mehanskimi poškodbami (primer, ko človek v avtomobilski nesreči z veliko silo zadane v zračno blazino in možgani udarijo ob lobanjo), lahko pride do krvavitev, možganskih poškodb in tudi smrti.

### Ohranjanje kemične stabilnosti
Likvor se preteka skozi notranji ventrikularni sistem v možganih in se absorbira nazaj v krvni obtok, med svojim potovanjem pa odnaša presnovne odpadke iz osrednjega živčnega sistema skozi krvno-možgansko pregrado nazaj v kri. To omogoča homeostatsko regulacijo porazdelitve nevroendokrinih faktorjev. Že majhne spremembe le-teh lahko povzročijo težave ali škodo živčnemu sistemu.

## Sestava in lastnosti
Odrasel človek ima v svojem telesu od 130 do 150 ml cerebrospinalne tekočine, ki vsebuje približno 0,3 % plazemskih beljakovin in se proizvaja s hitrostjo 500 ml na dan. Ker imata subarahnoidalni prostor okrog možganov in hrbtenjače volumen le 135-150 ml, se večji del CSF primarno izloča v kri čez arahnoidne granulacije v zgornjem sagitalnem sinusu. Likvor po svoji poti nastanka, sekrecije in reabsorpcije zaokroži približno trikrat do štirikrat dnevno. Sestava cerebrospinalnega likvorja je povsod v sistemu njenega pretakanja enaka in ni nikjer koncentrirana ali razredčena.
Likvor  ni ultrafiltrat krvi, temveč se aktivno izloča iz horoidnih pleksusov ventriklov, vsebuje pa vodo (90 %), elektrolite in proteine s prisotnimi limfociti (0-5 limfocitov na mm3). V likvorju se pojavljajo kvantitativne razlike v razporeditvi posameznih plazemskih proteinov in elektrolitov, glede na ostale telesne tekočine. Splošno gledano ima cerebrospinalna tekočina v ventriklih nižji koncentraciji globularnih proteinov in albumina v primerjavi z lumbarnim likvorjem ali likvorjem v cisternah. V primerjavi s krvjo vsebuje višje koncentracije natrijevih in klorovih ionov in nižje koncentracije kalijevih ionov, glukoze in proteinov.
Motnost likvorja je lahko znak infekcije ali nakopičenja levkocitov in proteinov. Rdečkasto obarvanje je lahko znak krvavitve ali obstrukcije hrbtenjače, rjavo, oranžno ali rumeno obarvanje pa je lahko znak povečane vsebnosti proteinov ali predhodne, več dni stare krvavitve. Kri lahko preide v CFS tudi ob jemanju vzorca (lumbalni punkciji) in povzroči lažno pozitiven rezultat na eritrocite. 
Tlak likvorja v ležečem položaju in mirovanju, izmerjen z lumbalno punkcijo (LP), znaša 80-180 mm H2O. V primeru pokončnega položaja telesa je tlak višji. Do večine odstopanj pride zaradi primerov kašlja ali notranjega stiskanja jugularnih ven v vratu. Tlak cerebrospinalnega likvorja je v ležečem položaju telesa podoben intrakranialnemu tlaku.
Specifična gostota likvorja znaša 1.004-1.008 g/ml.

### Referenčne vrednosti
| Snov        | Spodnja meja | Zgornja meja | Enota  | % glede na vrednost v plazmi |
| ----------- | ------------ | ------------ | ------ | ---------------------------- |
| Osmolarnost | 280          | 300          | mmol/L |                              |
| Natrij      | 135          | 150          | mmol/L |                              |
| Kalij       | 2.6          | 3.0          | mmol/L |                              |
| Klor        | 115          | 130          | mmol/L | >100%                        |
| Kalcij      | 1.00         | 1.40         | mmol/L | ~50%                         |
| Magnezij    | 1.2          | 1.5          | mmol/L | >100%                        |
| Železo      | 0.2          | 0.4          | µmol/L |                              |

| Snov             | Spodnja meja | Zgornja meja | Enota  | % glede na vrednost v plazmi |
| ---------------- | ------------ | ------------ | ------ | ---------------------------- |
| Glukoza          | 50           | 80           | mg/dL  | ~60%                         |
| Glukoza          | 2.2, 2.8     | 3.9, 4.4     | mmol/L | ~60%                         |
| Proteini         | 15           | 40, 45       | mg/dL  | ~1%                          |
| Albumin          | 7.8          | 40           | mg/dL  | 0 - 0.7%                     |
| Laktat           | 1.1          | 2.4          | mmol/L |                              |
| Kreatinin        | 50           | 110          | µmol/L |                              |
| Fosfor           | 0.4          | 0.6          | µmol/L |                              |
| Sečnina          | 3.0          | 6.5          | mmol/L |                              |
| Ogljikov dioksid | 20           | 25           | mmol/L |                              |

| Snov       | Spodnja meja | Zgornja meja  | Enota                  |
| ---------- | ------------ | ------------- | ---------------------- |
| Eritrociti | n/a          | 0 / negativno | celic/µL ali celic/mm3 |
| Levkociti  | 0            | 3             | celic/µL ali celic/mm3 |
| pH         | 7.28         | 7.32          | (brez enote)           |
| pCO2       | 44           | 50            | mmHg                   |
| pCO2       | 5.9          | 6.7           | kPa                    |
| pO2        | 40           | 44            | mmHg                   |
| pO2        | 5.3          | 5.9           | kPa                    |

### Interpretacija odstopajočih referenčnih vrednosti

#### Tlak likvorja
Vzrok za povišan tlak likvorja je lahko:
- povišan intrakranialni tlak ( znotrajlobanjski pritisk)

Vzrok za znižan tlak likvorja je lahko:
- tumorji hrbtenjače
- šok
- sinkopa
- diabetična koma

Najpogosteje je vzrok za znižan tlak likvorja lumbalna punkcija.

#### Proteini v likvorju
Vzrok za povišane vrednosti proteinov v likvorju je lahko: 
- prisotnost krvi
- sladkorna bolezen
- polinevritis
- tumorji
- poškodbe
- vnetne in infekcijske bolezni

Vzrok za znižano vsebnost proteinov v likvorju je lahko njegova hitra proizvodnja.

#### Glukoza v likvorju
Povišana vsebnost glukoze v likvorju je znak visoke vsebnosti glukoze v krvi.
Znižano vsebnost glukoze v likvorju najdemo v stanju hipoglikemije, pri bakterijski ali glivni infekciji (meningitis), tuberkulozi ter nekaterih meningitisih.

#### Krvne celice v likvorju
Povišano število belih krvnih celic v likvorju je lahko znak: 
- meningitisa
- akutne infekcije
- začetka kronične bolezni
- tumorja
- abscesa
- kapi
- demielinizacijske bolezni (npr. multiple skleroze)

Prisotnost rdečih krvnih celic v likvorju je lahko znak krvavitve v spinalno tekočino ali posledica travmatske lumbarne punkcije.

#### Ostali rezultati
Povišane vrednosti gama globulinov v likvorju so lahko posledica multiple skleroze, nevrosifilisa ali Guillain-Barrejevega sindroma.

## Motnje pretoka
Mnoge bolezni lahko povzročijo porušeno razmerje med nastankom in odtekanjem cerebrospinalnega likvorja. Če nastaja preveč tekočine ali se jo premalo resorbira pride do povečanja ventriklov oziroma motnje, ki ji pravimo hidrocefalus. Lahko je tudi posledica travmatske poškodbe možganov  ali krvavitve v ventriklih. Povišan tlak cerebrospinalnega likvorja v ventriklih v končni fazi vodi do atrofije bele substance možganov, ki se nahaja ob ventriklih. Siva substance možganov (vsaj) na začetku še ni prizadeta. Prevalenca kongenitalnega hidrocefalusa je 0.48-0.81 na 1000 rojstev.

### Hidrocefalus (vodenoglavost)
Poznamo več tipov hidrocefalusa: 
- Do okluzivnega hidrocefalusa pride pri obstrukciji pretoka cerebrospinalnega likvorja in je lahko posledica tumorjev, krvavitve, infarkta, oziroma, ko so znotraj lobanje prisotne lezije, malformacije (stenoza oziroma zožanje akvedukta, koloidna cista v tretjem ventriklu).
- Do resorbcijskega hidrocefalusa pride zaradi nezadostne resorpcije cerebrospinalnega likvorja in se pogosto pojavi po meningitisu ali subarahnoidni krvavitvi, ki lahko povzročita zlepljenje granulacij skozi katere se cerebrospinalna tekočina resorbira.
- Hipersekretorni hidrocefalus je zelo redka oblika hidrocefalusa, ki nastane zaradi prevelike produkcije cerebrospinalnega likvorja in je običajno posledica tumorja horoidnega pleksusa (papilloma).

Starejša klasifikacija deli hidrocefalus na komunikatni (likvor prosto teče po ventriklih do subarahnoidnega prostora) in nekomunikatni (obstrukcija pretoka likvorja nastopa v samem ventrikularnem sistemu in preprečuje normalen pretoka do subarahnoidnega prostora).
Hidrocefalus je aktiven takrat, ko je tlak v ventriklih konstantno zvišan, poznamo pa tudi hidrocefalus z normalnim tlakom, ki vključuje komunikatni hidrocefalus z nenormalnim pretokom likvorja, tlak pa je le občasno povišan. 
Hidrocefalus se pri otrocih kaže s hitro, nesorazmerno rastjo lobanje, v primerjavi z obrazom. Otroci sprva delujejo normalno, saj se tlak postopoma in rahlo veča dokler lobanja raste in se je zaradi nezaprtih sutur sposobna širiti. Po določenem času pride do dekompenzacije, pojavijo se znaki zvišanega znotrajlobanjskega tlaka (bruhanje), prisoten je lahko fenomen sončnega zahoda (pareza pogleda navzgor).
Znaki pri otrocih z zaprtimi suturami ter pri odraslih so naslednji: manifestacije intrakranialne hipertenzije (glavobol, slabost, bruhanje), znaki draženja možganskih ovojnic (opistotonus, fotofobija); z napredovanjem in slabšanjem stanja pride do izčrpanosti, slabšanja kognitivnih funkcij, deficita kranialnih živcev, Parinaudovega sindroma, papiloedema in slabšanja zavesti. 
Hidrocefalus se zdravi s kirurško vstavitvijo drenažne cevke, ki odvaja odvečno tekočino.

## Klinični pomen
Likvor v diagnostiki nekaterih bolezni osrednjega živčnega sistema:
| Diagnoza                                    | Izgled likvorja          | Pandyjeva reakcija | Citologija                                                        | Biokemija                                                                                        | Ostala opažanja                                                         |
| ------------------------------------------- | ------------------------ | ------------------ | ----------------------------------------------------------------- | ------------------------------------------------------------------------------------------------ | ----------------------------------------------------------------------- |
| normalen likvor                             | bister, brezbarven       | -                  | do 4 celice/μL, predvsem limfociti                                | laktat <2.1 mmol/L; albuminski kvocient: odrasli nad 40 let <8, odrasli pod 40 let <7, otroci <5 | 50-60% ravni glukoze v krvi                                             |
| bakterijski meningitis                      | moten                    | +++                | več tisoč celic/μL                                                | laktat >3,5 mmol/L; albuminski kvocient >20×10−3                                                 | prisotnost bakterij                                                     |
| možganski absces                            | bister ali občasno moten | +/-                | nekaj sto celic/μL, mononuklearne celice in/ali nevtrofilci       | albuminski kvocient normalen ali rahlo povišan                                                   | nizka raven glukoze; včasih prisotne bakterije; lokalna igA sinteza     |
| encefalitis (herpes simplex)                | bister, brezbarven       | +/-                | normalna ali mononuklearna pleocitoza (limfociti)                 | albuminski kvocient >10×10-3                                                                     | povišani IgG, IgM, IgA; prisotnost specifičnih Ab; PCR pozitivna na HSV |
| virusni meningitis                          | bister                   | +                  | več sto mononuklearnih celic, vključno z aktiviranimi limfociti B | laktat <3,5 mmol/L; albuminski kvocient do 20×10−3                                               |                                                                         |
| tuberkulozni meningitis                     | rumenkast                | +++                | do 1500/μL; mešana celična slika, v glavnem mononuklearne celice  | albuminski kvocient >20×10−3; glukoza <50% serumske glukoze                                      | povišani IgG in IgA; prisotnost mikobakterij                            |
| nevrosifilis                                | bister ali moten         | +/-                | mononuklearna pleocitoza                                          |                                                                                                  | povišani imunoglobulini; pozitiven TPHA                                 |
| multipla skleroza                           | bister, brezbarven       | +/-                | do 40 mononuklearnih celic/μL                                     | albuminski kvocient <20×10−3                                                                     | vidni oligoklonski trakovi pri izoelektričnem fokusiranju               |
| akutna nevroborelioza (Lymska bolezen)      | bister                   |                    | do nekaj sto mononuklearnih celic/μL                              | albuminski kvocient <50×10−3                                                                     | povišani imunoglobulini; prisotnost protiteles                          |
| poliradikulitis (Guillain-Barréjev sindrom) | bister                   |                    | rahla pleocitoza                                                  | albuminski kvocient do 50×10−3                                                                   |                                                                         |

## Bolezenska stanja

### Glavobol, povezan z znižanim volumnom likvorja
Sindrom vztrajajočega glavobola, ki nastane zaradi zmanjšanega volumna cerebrospinalnega likvorja, se najpogosteje pojavi po opravljeni lumbalni punkciji. Glavobol se po navadi umiri po tem, ko pacient leže v posteljo in miruje. V primeru kroničnega glavobola je po navadi prisotna anamneza kroničnih, vsakodnevnih glavobolov. Bolečina ob prebujanju ni prisotna ali izrazita, poslabša pa se lahko tekom dneva ter po navadi izzveni, ko bolnik leže k počitku. V preiskavah se najpogosteje uporablja diagnostična metoda MRI s kontrastnim gadolinijevim sredstvom. Terapija prvega izbora je počitek, zdravljenje pa lahko vključuje tudi dajanje kofeina intravensko (500mg v 2 urah).

### Glavobol, povezan s povišanim tlakom likvorja
Posledica povišanega intrakranialnega tlaka ob odsotnosti strukturne lezije ali drugih bolezni, ki dvignejo intrakranialni tlak je glavobol ki ga imenujemo idiopatska intrakranialna hipertenzija. Bolniki se z glavobolom po navadi že zbudijo, čez dan pa se stanje slabša. Glavobol se lahko poslabša tudi ob ležanju. Bolnikom z dokazano povišanim intrakranialnim tlakom se opravi lumbalna punkcija, kjer se izmeri tlak likvorja ter se hkrati 20ml tekočine tudi odvzame. Zdravljenje se prične z acetazolamidom v odmerku 150-500mg dvakrat dnevno. Če se pacient ne odziva na zdravljenje, je alternativna možnost zdravljenja cerebrospinalni shunt.

### Travmatsko iztekanje likvorja
Pojavi se pri približno 2% odraslih ob zaprti poškodbi glave. Možnost iztekanja se znatno poveča ob penetrantni poškodbi glave (9%). Običajno nastopi v 48 urah po poškodbi glave, lahko pa se nenadno pojavi tudi več let po poškodbi. Resnost poškodbe ne igra večje vloge v povezavi s tem ali se bo iztekanje likvorja pojavilo ali ne.

### Rinoreja likvorja (iztekanje likvorja skozi nos)
Gre za najpogostejšo vrsto iztekanja likvorja. Dokaz, da je iztekajoča tekočina dejansko likvor, se ugotovi z meritvijo glukoze v izcedku. V 70% se rinoreja ustavi v roku enega tedna, preostanek pa v roku 6 tednov. Pri rinoreji se lahko pojavi meningitis z incidenco 5-10%, ki se izrazito poveča, če iztekanje vztraja več kot en teden. Ugotovljeno je bilo, da se je pri nezdravljenem iztekanju skozi nos pri 80% bolnikih v obdobju 20 let pojavil meningitis. 
Pomembno je, da se iztekanje likvorja prepozna hitro, ter da se po potrebi fistulo kirurško popravi. Izjema je otoreja (iztekanje likvorja skozi uho), ki se spontano ustavi v roku 3 tednov. Operacija je potrebna le, če otoreja likvorja vztraja dlje časa. 
Če je pacient pri zavesti, se ga obravnava in zdravi v položaju z glavo navzgor, da se zmanjša znotrajlobanjski pritisk. 

### Alzheimerjeva bolezen
Pri Alzheimerjevi bolezni v likvorju najdemo povišane koncentracije beljakovine tau, fosforiliranega-tau in amiloida beta 1-42.

### Meningitis
Meningitis je vnetje možganskih ovojnic (mening). Klinično se kaže z meningealnimi simptomi (glavobol, fotofobija, trd vrat) ter s pleocitozo (povečanim številom belih krvnih celic) v cerebrospinalni tekočini. Glede na trajanje simptomov ga delimo na akutni in kronični.
Najpomembnejši faktor pri postavljanju diagnoze meningitisa je analiza cerebrospinalnega likvorja, ki nam pomaga določiti tip meningitisa in izbrati primeren način zdravljenja.
Pogost zaplet meningitisa je povišanje znotrajlobanjskega tlaka. Brez zdravljenja se tvori začaran krog zmanjšanega pretoka cerebralnega likvorja, slabšanje možganskega edema in naraščanja tlaka. Pride lahko do poškodbe žilnega endotelija, ki vodi v vazospazme in trombozo, kar še dodatno poslabša pretok likvorja in lahko pripelje do stenoze žil. Sistemsko znižan krvni tlak (septični šok) lahko prav tako vpliva na pretok likvorja.
Vrednosti likvorja pri bakterijskem meningitisu:
| glukoza [mg/dL]          | <40 (normalna ali znižana)                                              |
| proteini [mg/dL]         | >250 (povišani)                                                         |
| levkociti [št. celic/μL] | >500 (po navadi >1000); v zgodnji fazi lahko <100; povečini nevtrofilci |
| test kultur              | pozitiven                                                               |
| tlak                     | povišan                                                                 |

Vrednosti likvorja pri glivnem meningitisu:
| glukoza [mg/dL]          | <40 (močno znižana)                          |
| proteini [mg/dL]         | 25-250 (rahlo ali močno zvišani)             |
| levkociti [št. celic/μL] | 10-1000 (variabilni); prevladujejo limfociti |
| test kultur              | pozitiven (glive)                            |
| tlak                     | variabilen                                   |

Vrednosti likvorja pri tuberkuloznem meningitisu:
| glukoza [mg/dL]          | <40 (močno znižana)                          |
| proteini [mg/dL]         | 50-250 (rahlo ali močno zvišani)             |
| levkociti [št. celic/μL] | 10-1000 (variabilni); prevladujejo limfociti |
| test kultur              | pozitiven za AFB                             |
| tlak                     | variabilen                                   |

Vrednosti likvorja pri virusnem meningitisu:
| glukoza [mg/dL]          | <40 (normalna)                                              |
| proteini [mg/dL]         | <100 (rahlo zvišani)                                        |
| levkociti [št. celic/μL] | <100; v zgodnji fazi nevtrofilci, v poznejši fazi limfociti |
| test kultur              | negativen                                                   |
| tlak                     | običajno normalen                                           |

## Lumbalna punkcija
V primeru zvišanega CSF tlaka je moten pretok krvi v možganih. Ko pride do problemov v pretoku likvorja to zmoti ne samo likvor sam, temveč tudi stistljivost kraniospinalnega prostora in pretok krvi znotraj lobanje, s posledično ranljivostjo nevronov in glie. 
Kot je bilo že omenjeno sta cerebrospinalna tekočina in limfni sistem povezana. Primer patologije ki prikazuje odnose med motnjami cerebrospinalne tekočine je primer hidrocefalusa ter motenega CSF limfatičnega transporta.
Likvor se lahko testira za diagnozo mnogih nevroloških bolezni, nujno ob sumu na meningitis in subarahnoidalno krvavitev ter je dobra dodatna preiskava ob sumu na multiplo sklerozo ter razne inflamatorne (vnetne) bolezni. To se dela z lumbalno funkcijo. 
Lumbalna punkcija je postopek, ko zdravnik z injekcijo vbode med dvema vretencema hrbtenice (tretjim in četrtim ledvenim vretencem) in s punkcijo odvzame vzorec cerebrospinalne tekočine-likvorja za nadaljnjo diagnostiko). Pacient ob tem leži na boku, skrčen s poravnano hrbtenico. Najprej se predel kože in tkiv pod njo omrtviči z lokalnim anestetikom in počaka, da začne delovati in je območje omrtvičeno. Nato se zbode z debelejšo iglo,po približno 4-7 cm se občuti odpor ko preiskovalec prebode ligamentum flavum. Nato po igli začne iztekati cerebrospinalni likvor. Če likvor ne priteče ali če je igla zadela kost, je bila punkcija napačno izvedena, saj igla ni bila pravilno pozicionirana. Preiskovanec iglo rahlo izvleče ter jo ponovno pozicionira in če jo je nastavil pravilno, bo likvor normalno pritekel. Lumbarna punkcija je neprijetna, a je enostaven in dokaj neboleč postopek ko jo opravlja strokovnjak. Ne opravlja se če se sumi da ima pacient intrakranialni ali intraspinalni tumor, ob lezijah kože na mestu punkcije. Indikacije, ki predlagajo slikovne preiskave možgan pred lumbarno punkcijo, so naslednje: znaki ali simptomi povišanega intrakranialnega (znotrajlobanjskega) tlaka, fokalni nevrološki deficiti, stalno dilatirana zenica (stalno razširjena zenica) ali zenica, ki slabo odreagira na osvetlitev, koma ali hitro slabšanje stanja zavesti, znaki lezije v posteriorni fossi (dizatrija, ataksija..).
Če se lumbarna punkcija zakomplicira, lahko pride do naslednjih neželenih posledic: pojavi se lahko nizkotlačni posturalni glavobol, ki je zelo močan, ker trakcija krvnih žil in živčnih korenin stimulira bolečinska vlakna. Nekatere neželene posledice so še bolečina v hrbtu, infekcija, subarahnoidalna ali epiduralna krvavitev, diplopia ali dvojni vid, dermoidna formacija.
Lumbalna punkcija se izvaja z namenom preštetja celic, ki jih likvor vsebuje ter namenom določitve količine proteinov in glukoze v likvorju. Ti parametri so sami po sebi izjemno pomembni v diagnostiki subarahnoidalne krvavitve in infekcij centralnega živčnega sistema ( npr. meningitis). Če se izvede preiskavo likvorja v kulturi, izvemo za povzročitelja infekcije (določen mikroorganizem). Z uporabo naprednejših metod, kot je na primer detekcija oligoklonalnih trakov, se lahko prepozna trenutno vnetno stanje v organizmu (npr. multipla skleroza).